# Cattedrale di Nostra Signora Assunta (Argentina)
La cattedrale di Nostra Signora Assunta (in lingua spagnola Catedral de Nuestra Señora de la Asunción) è una chiesa cattolica sita a Córdoba in Argentina, ed è la sede episcopale dell'Arcidiocesi di Córdoba.
È considerata la quarta Meraviglia di Córdoba secondo il quotidiano La Voz del Interior.

## Ubicazione
La cattedrale di Córdoba si trova nel nucleo storico della città; il suo angolo sudest è volto verso le vie Independencia e 27 de abril. Occupa l'ampio isolato che si trova di fronte al lato ovest della Plaza San Martín (già Plaza Mayor), sul suo lato nord la grande chiesa si trova separata dal Cabildo di Córdoba da un antico vicolo chiamato Santa Catalina; la parte posteriore della chiesa dà sulla calle Rivera Indarte, la sua facciata principale è orientata verso l'est-sud-est, fatto singolare per le chiese dell'epoca, che dovevano avere l'altare maggiore orientato verso Gerusalemme (in questo caso dovrebbe essere orientato verso il nordest, anche se invece è orientato verso il nordovest).
A nord, di fronte alla parte posteriore della cattedrale, si trova la piazzetta del Fundador, con una scultura in bronzo patinato che rappresenta Jerónimo Luis de Cabrera in piedi.

## Storia

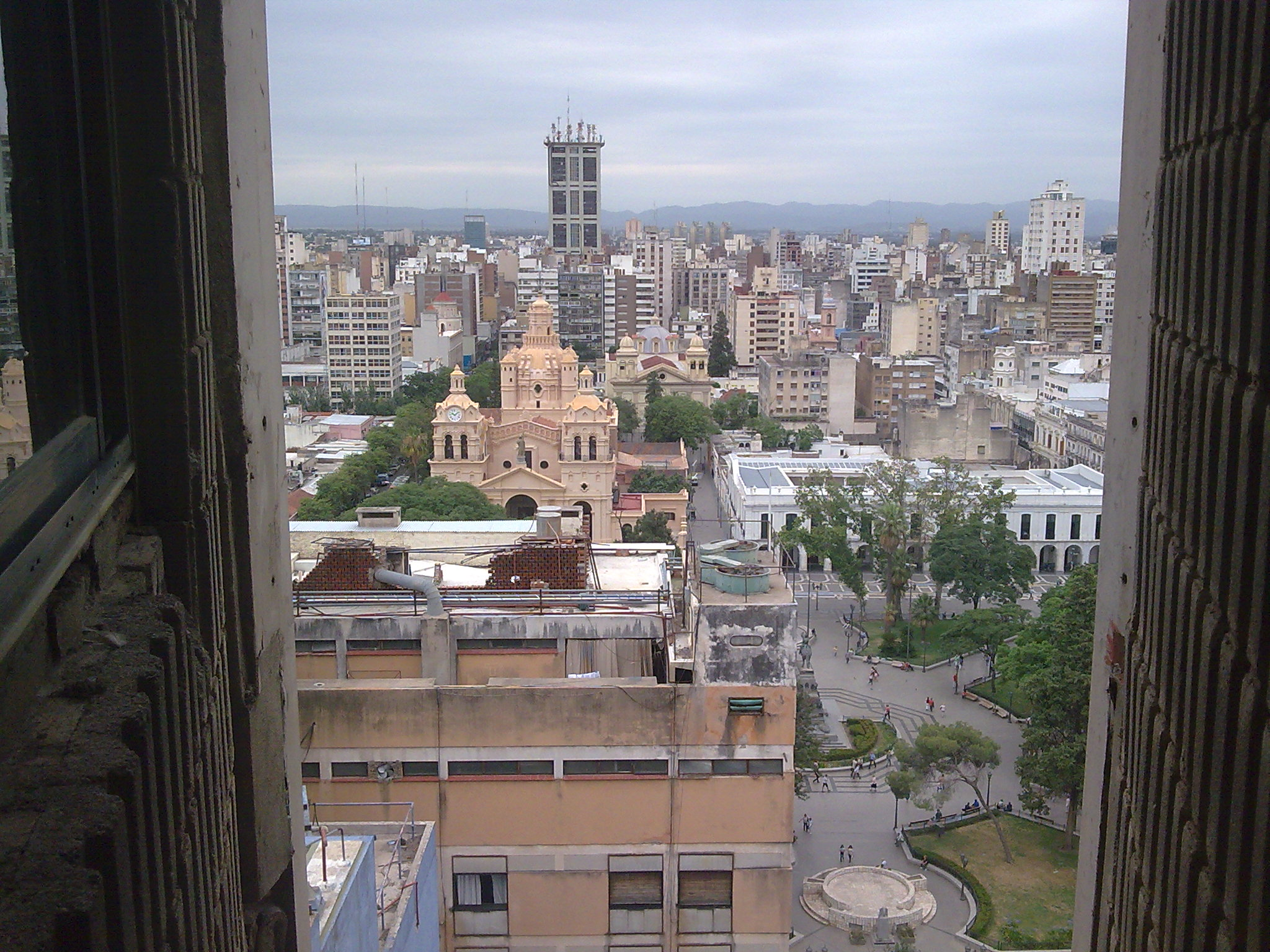
Vista aerea

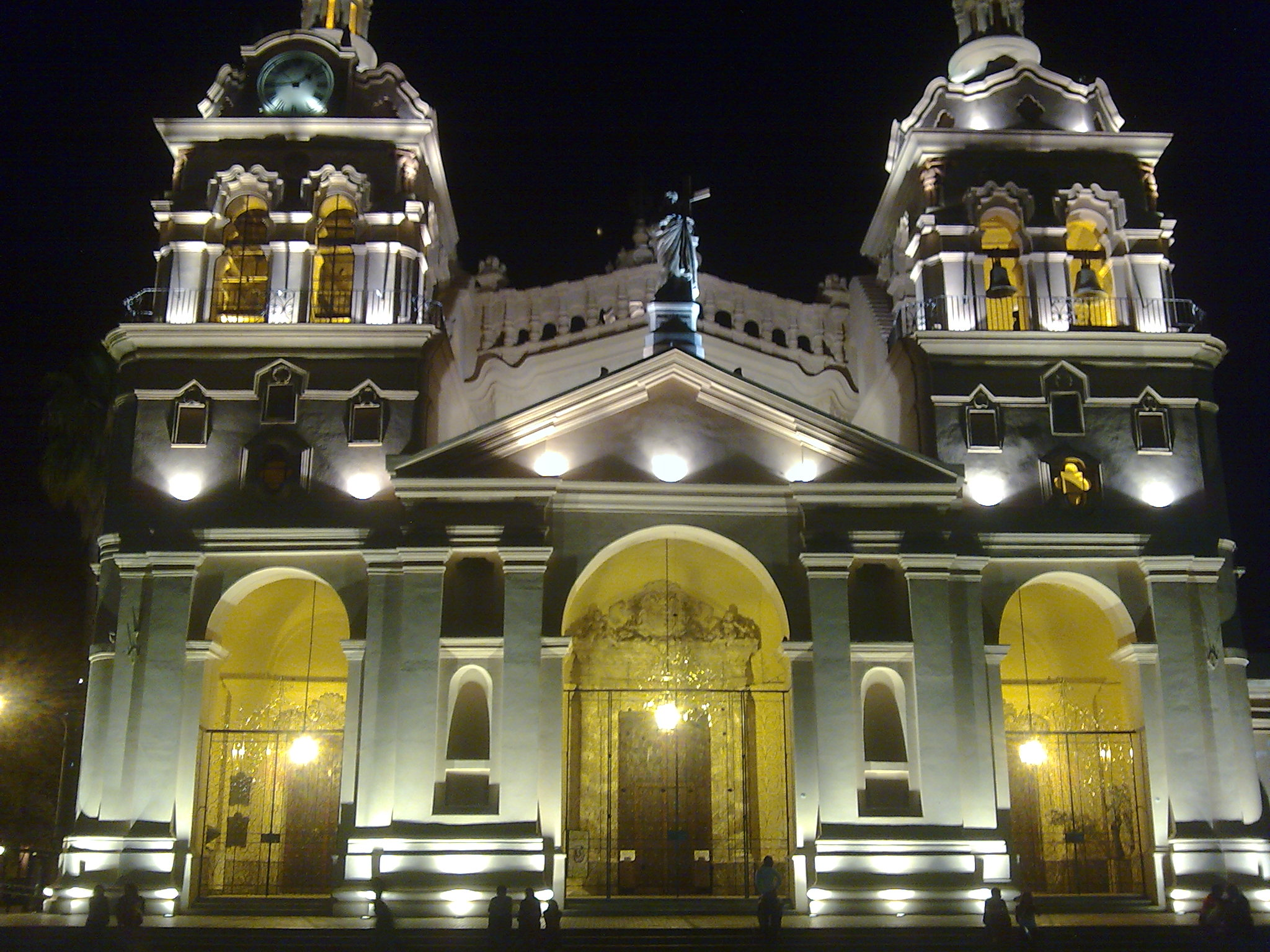
La facciata della chiesa durante la notte

La costruzione propriamente detta ebbe inizio nel 1582 con il nome che ancora porta di Chiesa di Nostra Signora dell'Assunzione. Nel 1598 il capomastro dell'opera Gregorio Ferreira e il tagliapietre Juan Rodríguez intrapresero la costruzione con materiali sufficientemente solidi quali pietra, mattoni e calce. Nel 1601 il carpentiere Mateo Domínguez si assunse l'incarico di realizzare un'armatura di travi e assi per il tetto mentre a Hernando Álvarez fu dato l'incarico di supervisionare la fabbricazione di 30 000 tegole muslera; poco dopo la direzione dell'opera fu affidata all'architetto di Grenada, Ricardo González Merguete, che redasse diversi progetti. Le opere ricevettero un forte impulso grazie agli architetti e ai gesuiti. L'architetto gesuita Giovanni Battista Primoli progettò la parte principale della pianta (a croce latina di tipo basilicale) seguendo il modello della quasi coeva chiesa dei gesuiti a Roma, la chiesa del Gesù.
Nel 1706 la cattedrale fu ufficialmente consacrata.
Successivamente il francescano fra Vicente Muñoz progettò e diresse la costruzione della magnifica gran cupola con la torre nolare. Durante i due primi secoli della sua costruzione lavorarono all'opera numerosi aborigeni provenienti dalle estancia gesuite, molti dei quali erano artigiani straordinari e lasciarono la loro impronta in numerosi dettagli barocchi della cattedrale.

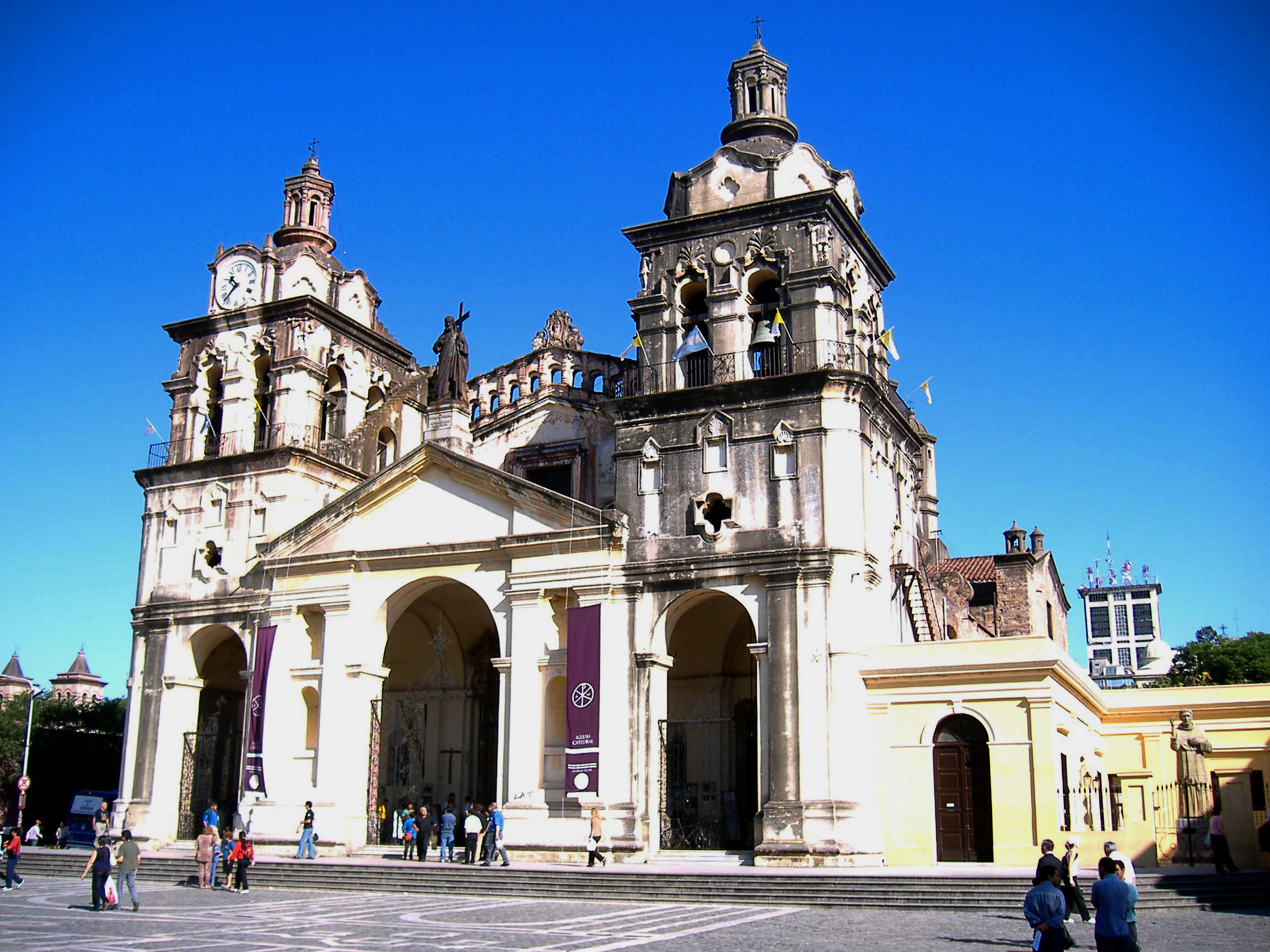
La facciata della cattedrale

La facciata fu disegnata e portata a termine dall'architetto italiano e gesuita Andrés Blanqui (Andrea Bianchi) nel 1729.
Il 18 maggio 1758 la costruzione era praticamente conclusa, con le navate, il nartece, la grande cupola la crociera e il grande portico in stile neoclassico, preceduto da un'ampia scalinata e chiuso da un artistico portale di ferro forgiato, squisito lavoro di forgiatura nel quale si possono vedere le silhouette di san Pietro e san Paolo, anche se le due grandi torri campanarie erano appena terminate nel 1787.
La grande porta d'ingresso, come gli stalli attorno all'altar maggiore, è opera gesuitica tagliata in cedro misionero. L'orologio della torre è un omaggio realizzato dalle ferrovie inglesi alla fine del XIX secolo.
Nel 1901 fu aggiunta la statua del Cristo Redentore sulla cima della facciata, forgiata nella fonderia di Paucelae Coquet de París, in Francia.
Tra il 1900 e il 1914 il pittore e architetto di San Fernando del Valle de Catamarca, stabilitosi a Córdoba Emilio Caraffa fece piccoli ritocchi (praticamente solo restauri italianizzanti molto ben riusciti), tra i quali si distinguono alcuni affreschi interni e le due principali vetrate della volta: la prima rappresenta la Risurrezione di Cristo e la seconda il Sacro Cuore; altri affreschi furono realizzati negli anni venti da Carlos Camilloni e Manuel Cardeñosa.
Dal 2007 la Cattedrale di Córdoba fu restaurata e dipinta a nuovo nelle sue quattro facciate. Per il Natale 2009 fu inaugurata parzialmente la facciata principale. Il suo restauro terminò nel 2010 per i festeggiamenti del secondo centenario dalla Rivoluzione di maggio.

## Principali caratteristiche

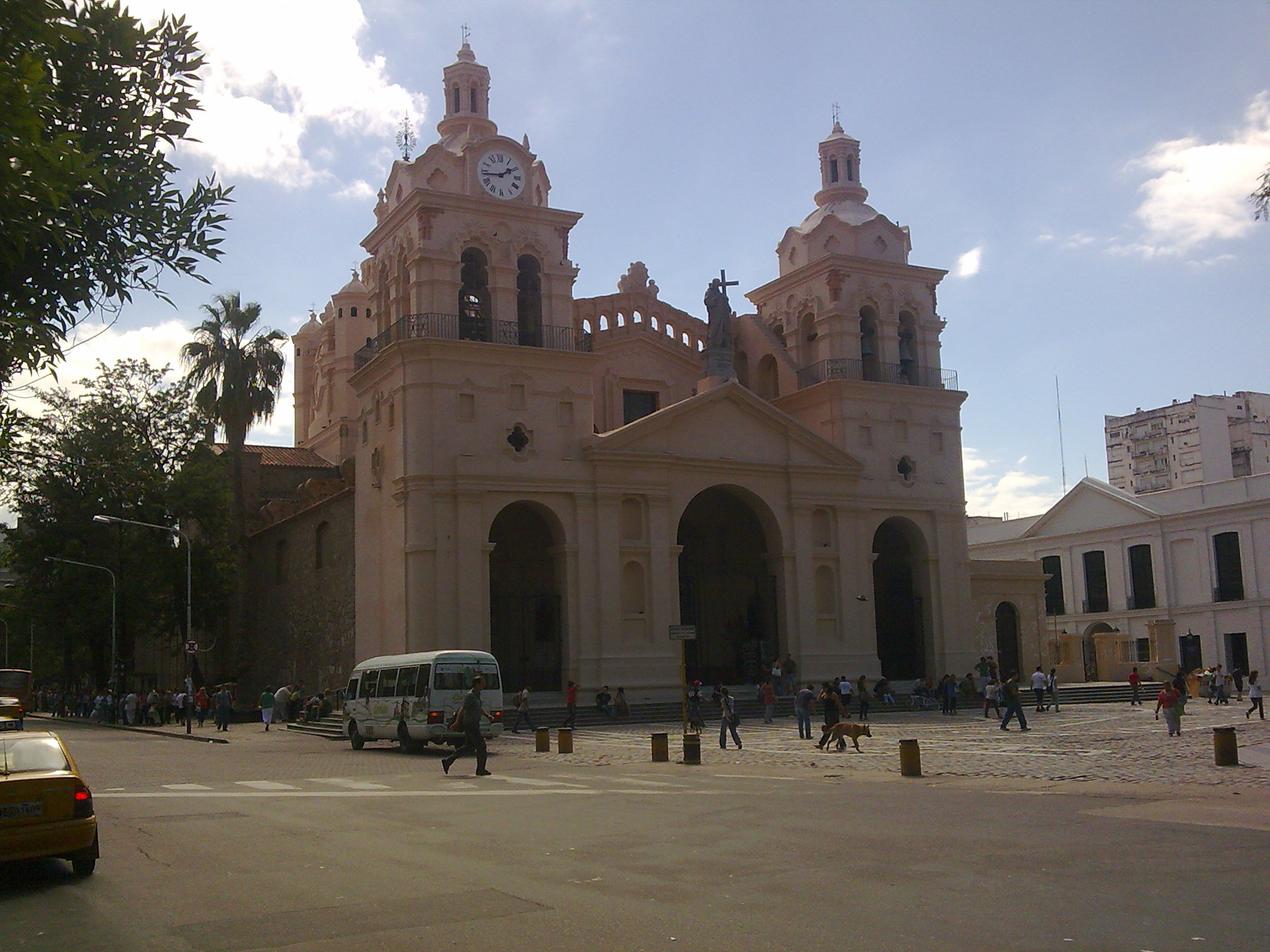
Facciata della Cattedrale di Córdoba vista da sudovest

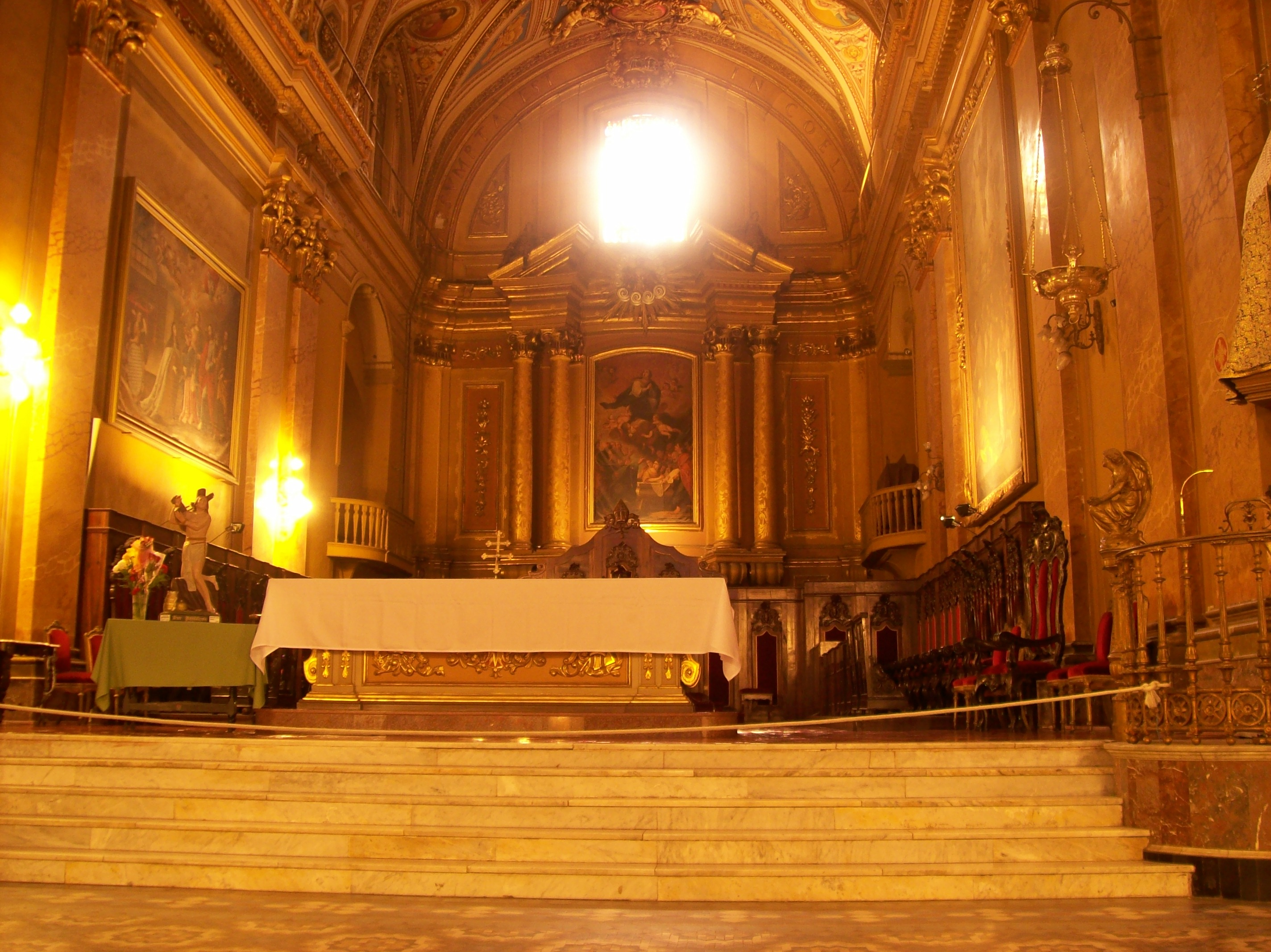
L'altar maggiore

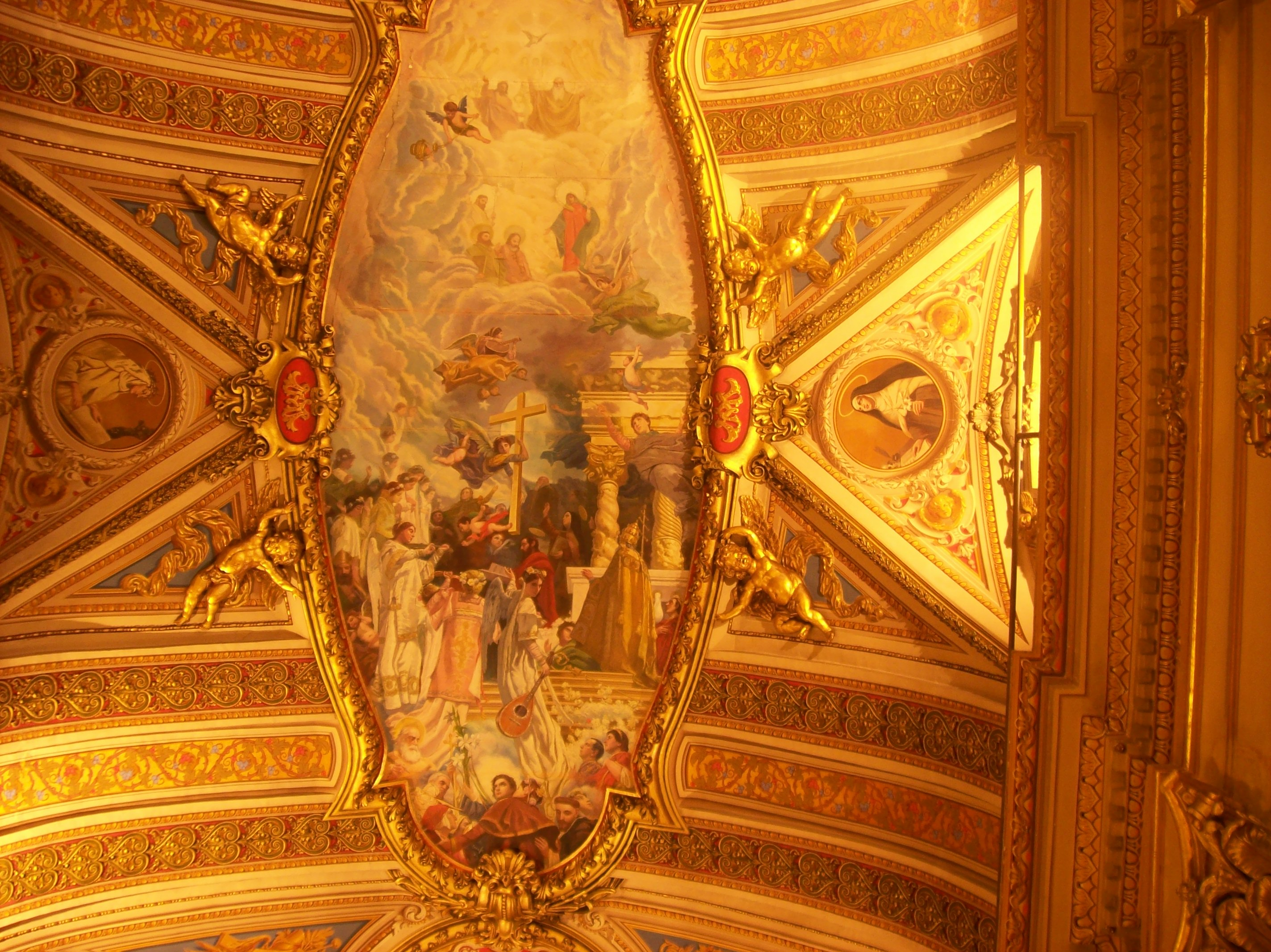
Interno della cattedrale di Córdoba: particolare della volta barocca

Se l'esterno di questa cattedrale è maestoso, l'interno non è da meno: la grande navata centrale coperta da un'alta volta a botte, armoniosamente ornata da una gran quantità di modanature tagliate in legno e dorate, molte delle quali con fogli aurei, e l'altar maggiore forma un gioco equilibrato con le alte colonne e le antiche sculture che rappresentano vari santi. Tali sculture, ciascuna per proprio conto, sono valide opere d'arte.
La luce solare entra prevalentemente da una serie di profonde lunette ubicate nella volta della navata centrale. Questa, di tipo basilicale, è più alta delle due laterali e da queste separata da alte e larghe colonne, in gran parte dorate e nel palco posto sopra il nartece si trova un organo a canne.
Per quanto riguarda le torri principali, esse sono dotate di carillon, la torre all'angolo sudest è dotata di un grande orologio. Agli angoli delle torri si possono osservare curiose figure scolpite in attitudine di suonatori di tromba e vestiti con abbigliamenti indigeni.
Appena lasciato il portico il visitatore entra in un ampio nartece dove si trovano i sarcofagi nei quali giacciono i resti di José María Paz e della di lui consorte Margarita Weild, inoltre si trova un'urna che contiene i resti del decano Gregorio Funes, nella cripta vi sono i resti del vescovo Hernando de Trejo y Sanabria, primo rettore della prima Università argentina, quella oggi nota come Università nazionale di Córdoba, quelli di Fra Mamerto Esquiú e il 7 novembre 2011 vi furono traslati con tutti gli onori i presumibili resti di Juan Bautista Bustos dalla chiesa di Santo Domingo di Santa Fe.
Il grande altar maggiore è realizzato principalmente con argento lavorato a sbalzo proveniente dall'Alto Perù.
La grande cupola si trova all'intersezione della navata centrale con il transetto. Ciò che richiama subito l'attenzione sono le proporzioni della torre nolare e della sua elaborata decorazione. È una cupola imponente per la sua altezza e per l'audacia concettuale con cui fu realizzata: è fiancheggiata da quattro torrette ottagonali (che strutturalmente hanno la funzione di rinforzo).

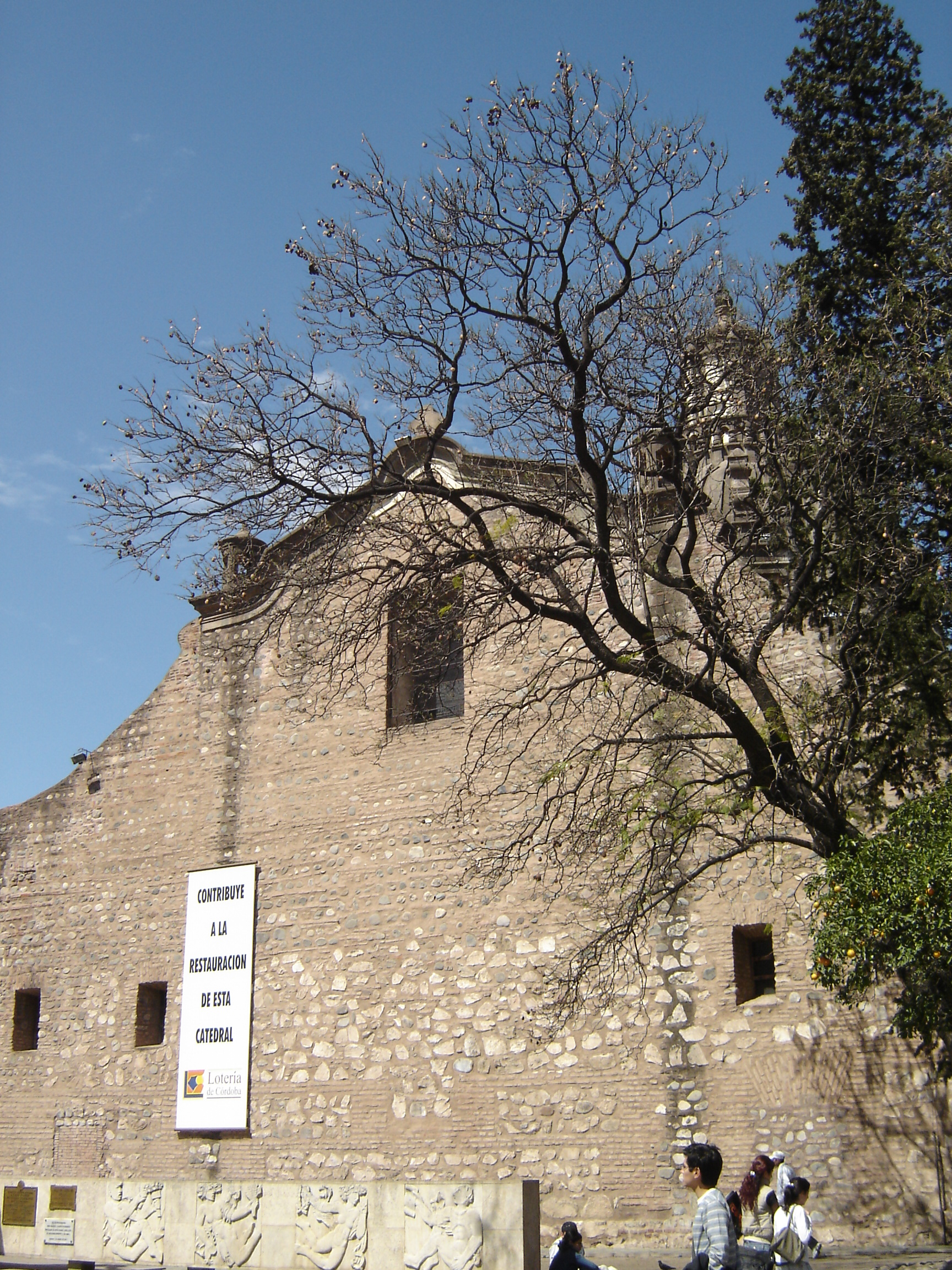
Parte posteriore (dalla Piazzetta del Fundador)

Nella torre nolare, da sotto e verso l'alto si intravedono, sul lato esterno, coppie di colonne che si completano in una cornice e dalla medesima si arrampicano lungo la curvatura della cupola grandi alette con l'aspetto di mensole invertite che si trovano coronate da pinnacoli piramidali. Nelle intercolonne della torre nolare vi sono ampi finestroni di forma curvilinea.
La cupola è coperta da nervature a forma di spicchio che continuano con colonnette appoggiate sopra una fuga d'archi, sulla quale, incoronando tutto il complesso, si trova una graziosa lanterna, una torricella adornata da pilastri, pinnacoli e finestre, che si chiude con un cupolino bulbiforme e che culmina in una grande banderuola che rappresenta il calice e la croce.
Il complesso della cattedrale argentina di Córdoba è un'eccellente sintesi di elementi di origine rinascimentale uniti con altri di stile barocco coloniale spagnolo, di stile neoclassico e compresi dettagli di arte mudéjar.
Un capitolo a parte merita il tesoro della cattedrale, costituito dall'accumularsi di ex voto (principalmente in pezzi di argento e oro) e gioielli donati da fedeli abbienti o comprati con collette cittadine: pastorali d'argento con decorazioni in oro, corone d'argento e d'oro ricamate con brillanti e perle per vestire le statue della Vergine, un gran ciborio donato nel 1804, mantelli di broccato, ecc. Parte del tesoro è stato saccheggiato durante l'ultimo quarto del secolo XX.
Questo edificio è uno dei più validi patrimoni architettonici dell'Argentina e uno dei riusciti esempi di architettura barocca di tutta l'America. Per questo motivo è stato dichiarato Monumento Storico Nazionale d'Argentina, a tre isolati dall'Isolato gesuitico che è un Patrimonio dell'umanità stabilito dall'UNESCO.

## Galleria d'immagini

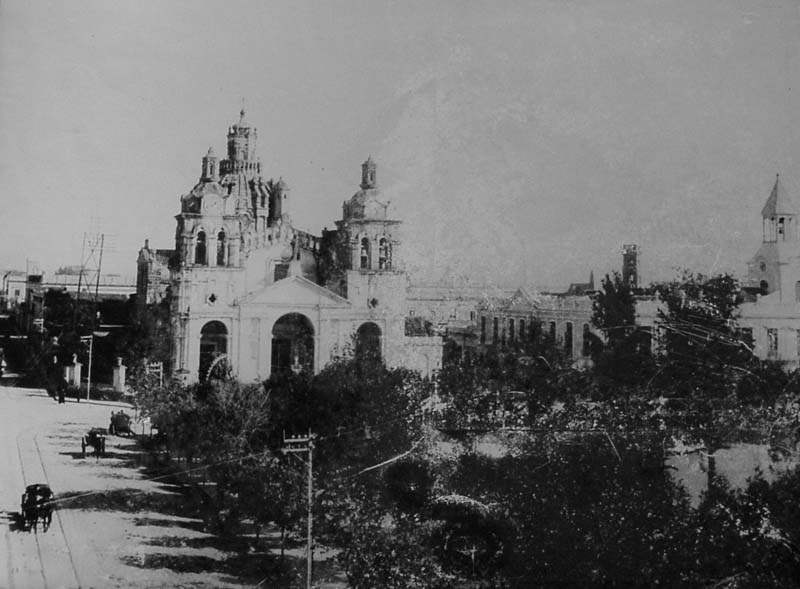
La cattedrale nel secolo XIX
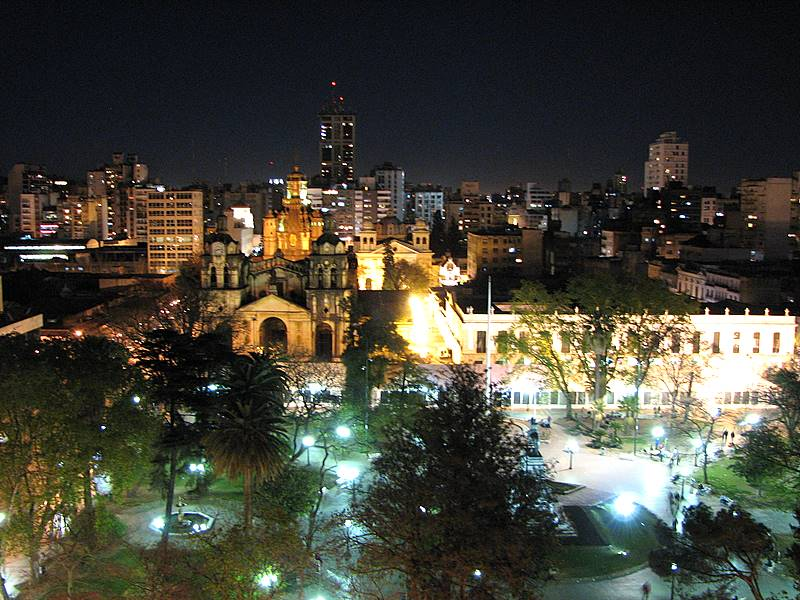
La Cattedrale, il Cabildo e la Plaza San Martín di notte, anno 2007
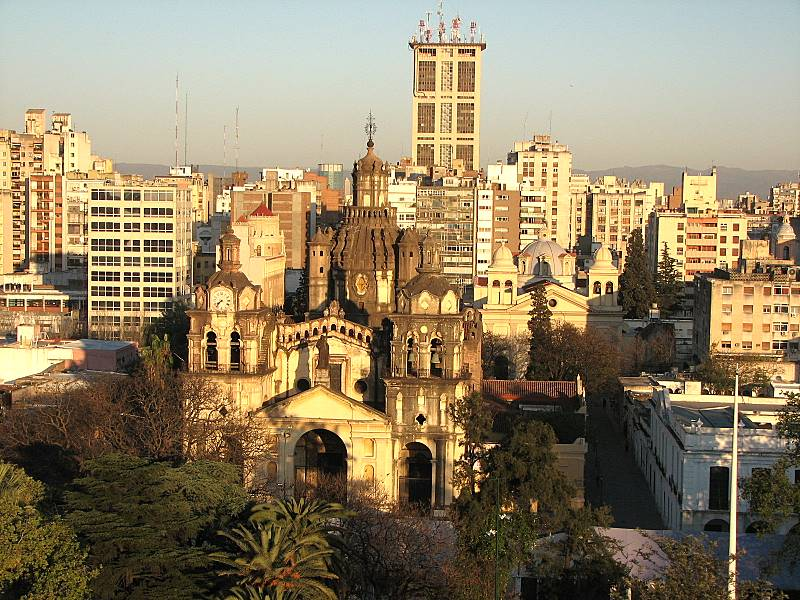
Vista aerea, anno 2007
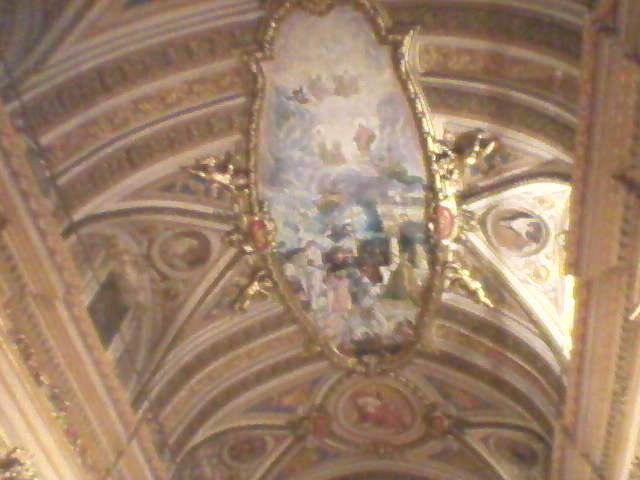
Dipinti sulla volta della Cattedrale
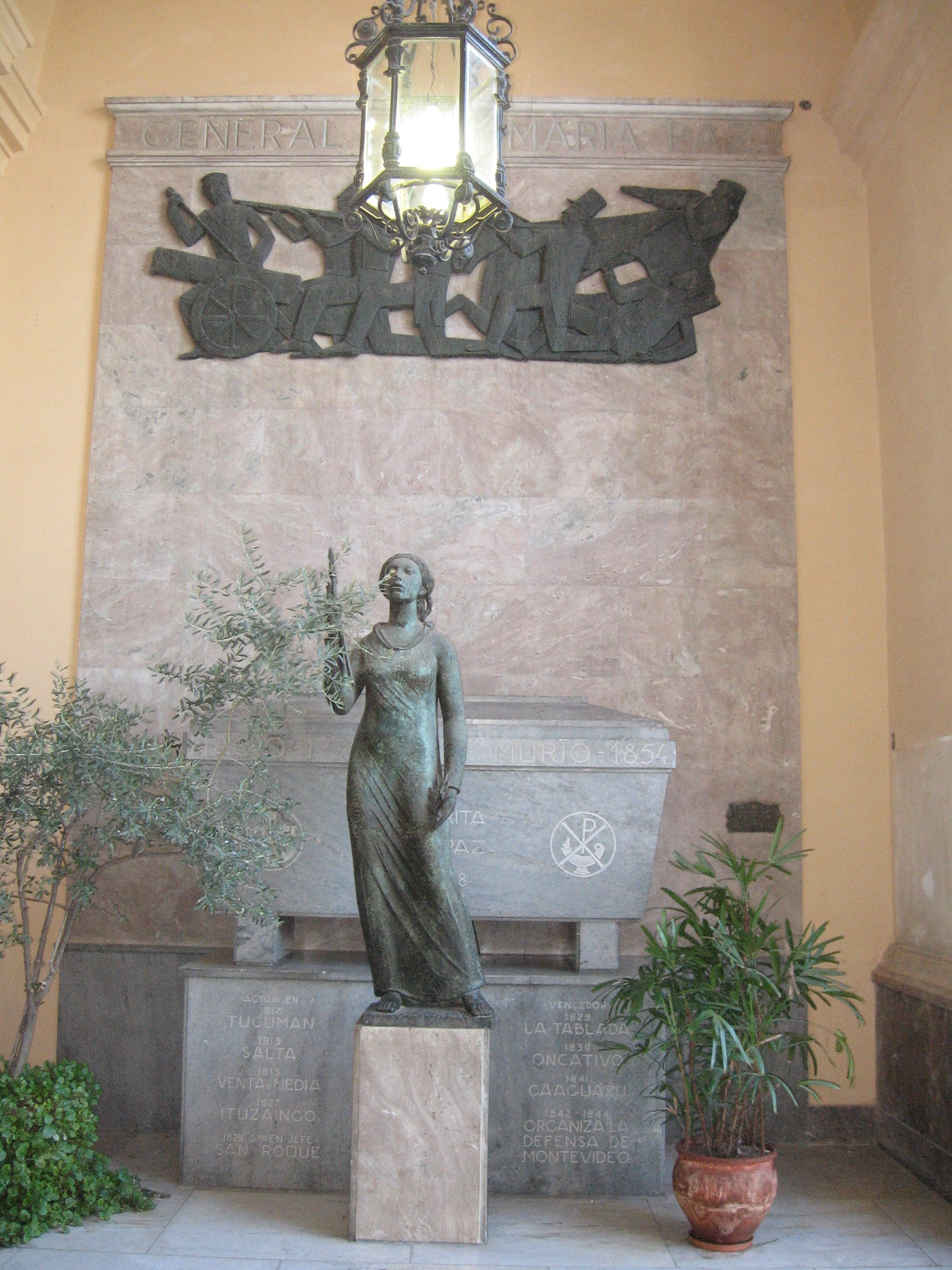
Tomba del Gral. José María Paz
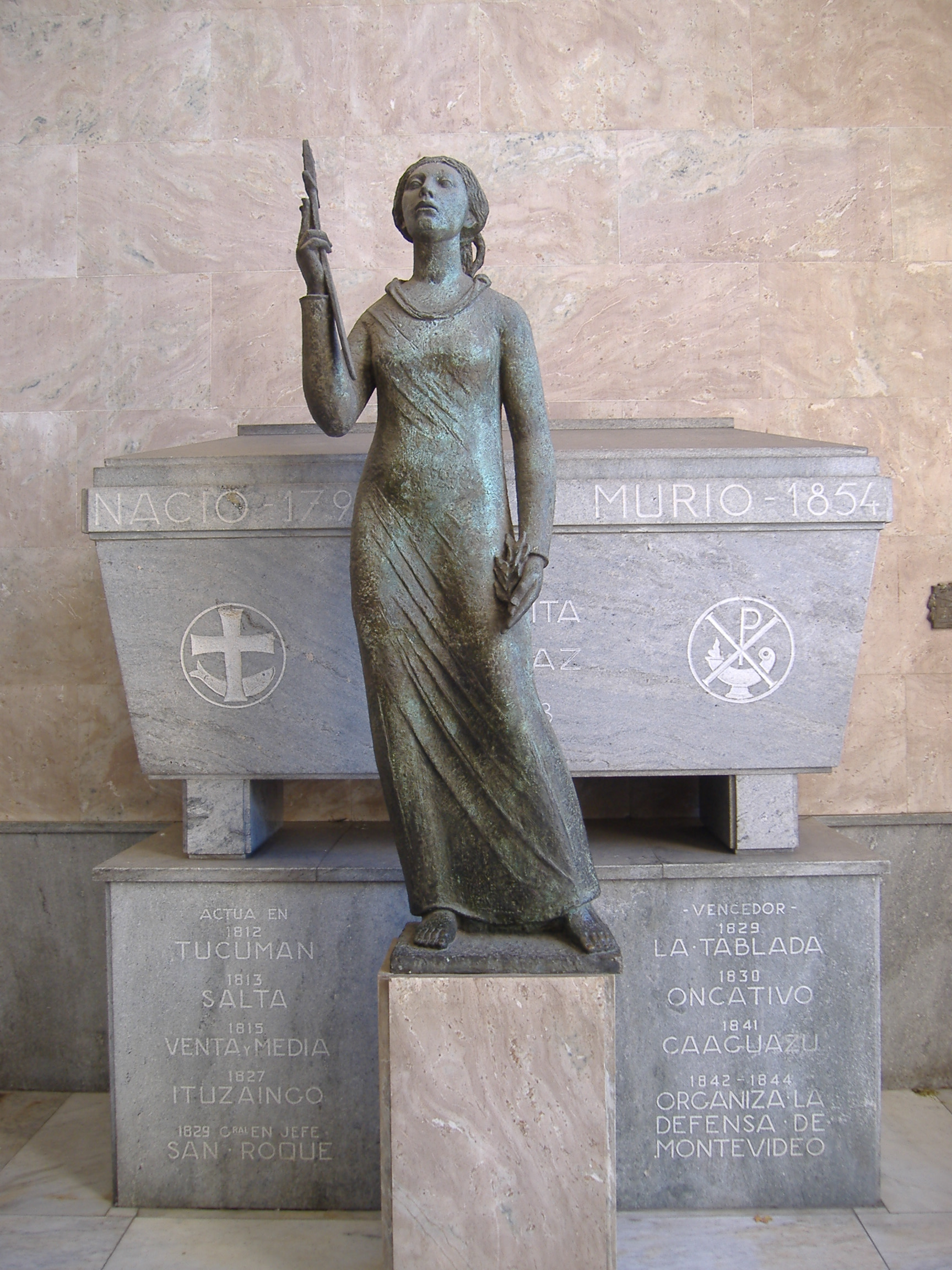
Tomba di Margarita Weild
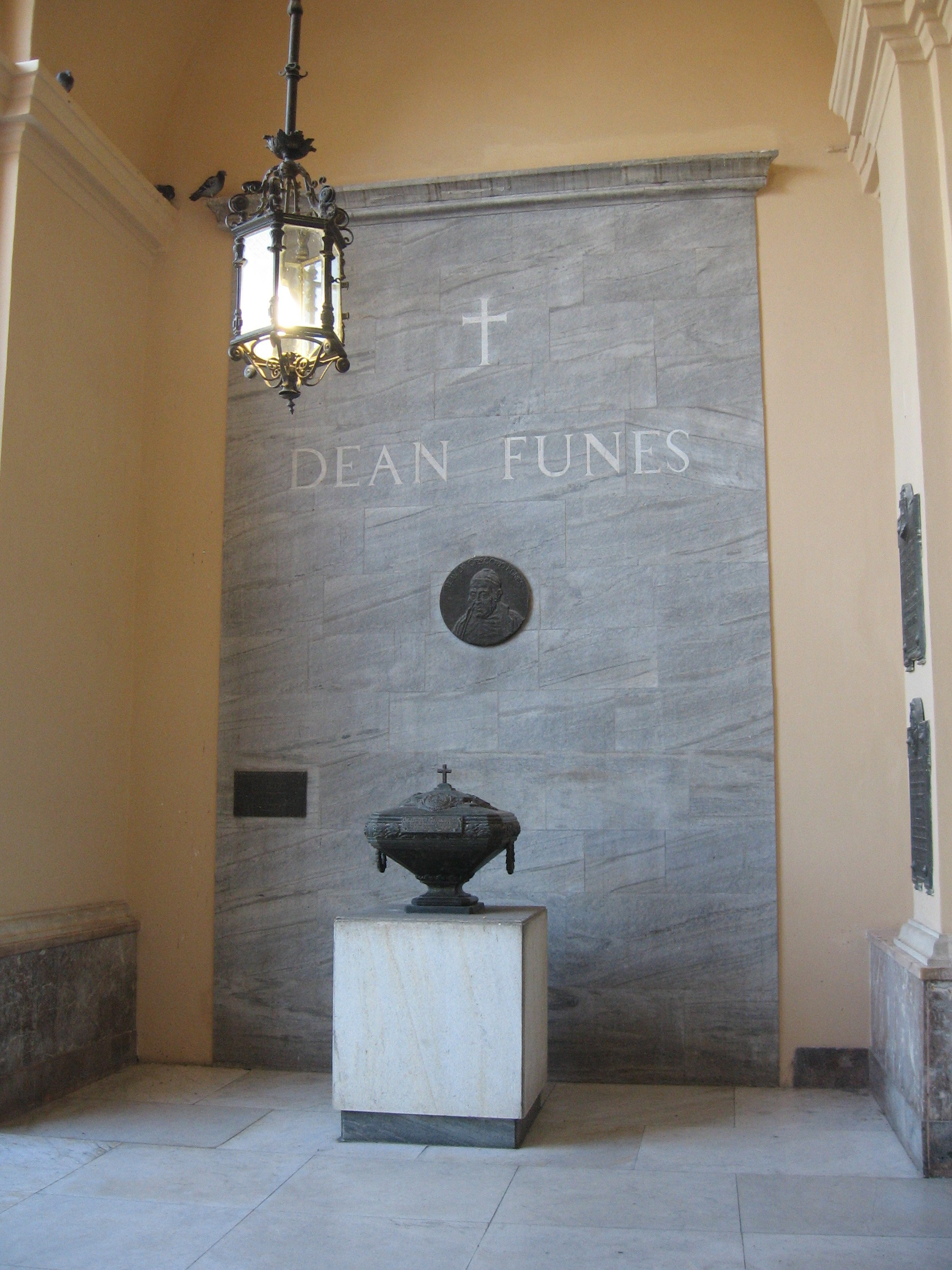
Tomba del Decano Gregorio Funes
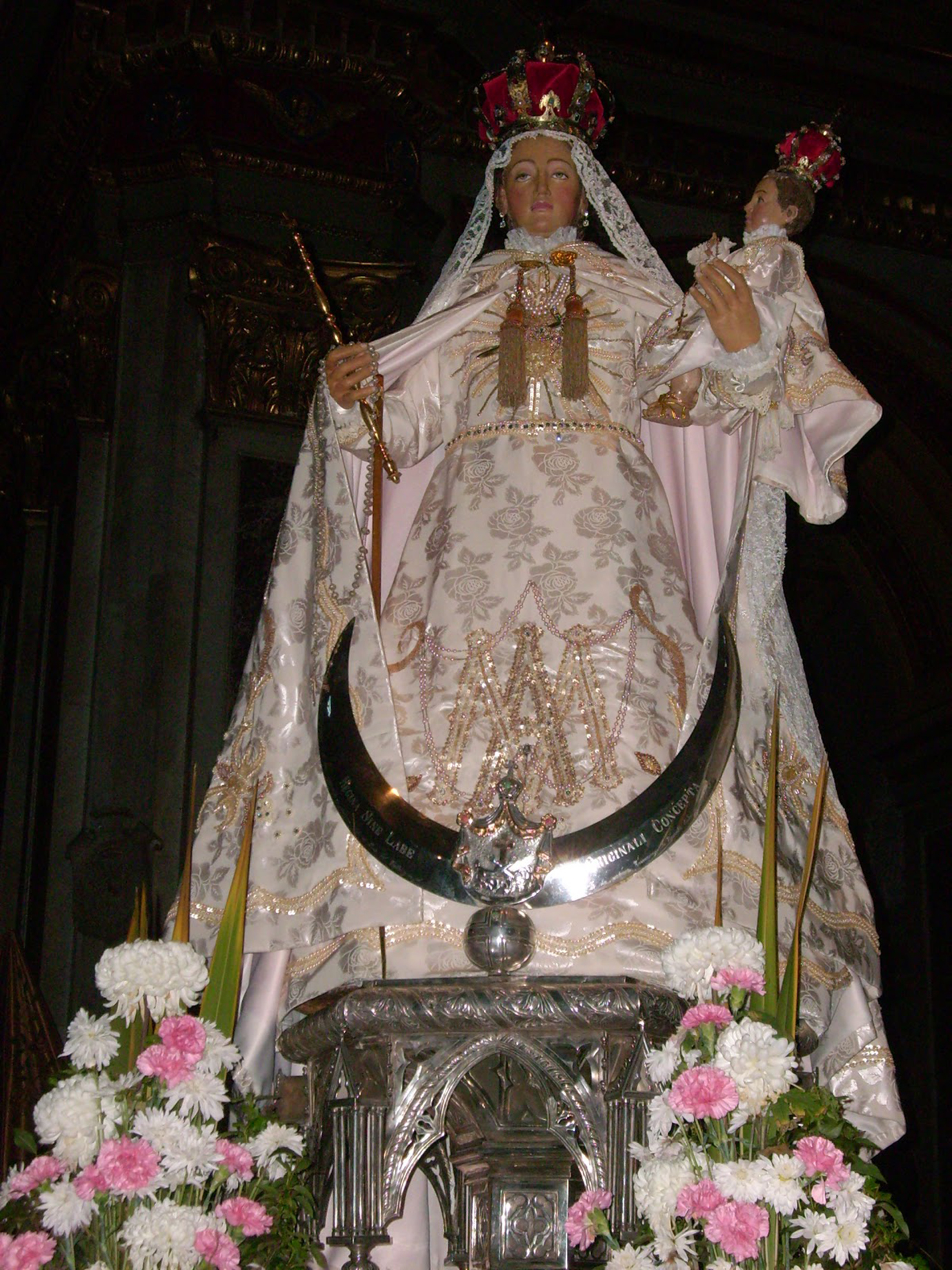
Vergine del Rosario del Miracolo, patrona dell'Arcidiocesi di Córdoba